# 将棋ニュースプラス
将棋ニュースプラス（しょうぎニュースプラス）とは、BIGLOBEストリームがインターネットで無料配信していた将棋番組。2006年5月19日から動画配信が開始され、毎週金曜日に映像が追加されていた。2010年10月8日号をもって定期更新を終了した。キャッチコピーは「将棋をもっと楽しくする将棋エンターテインメント番組」。

## 配信コンテンツ
初回よりナレーターは松島可奈。段級位・称号は対局当時のもの。

### レギュラー・コンテンツ
- 週間将棋FLASH[2][3]
  - 1週間の最新の将棋情報（主な対局結果、主な対局予定[4]）。
- 将棋列伝[5]
  - 屋敷伸之、森下卓、加藤一二三[6]、藤井猛、橋本崇載、鈴木大介、木村一基、豊川孝弘、北浜健介、山田久美、戸辺誠、田中寅彦、島朗、阿久津主税、小倉久史、野月浩貴、真田圭一、飯島栄治、勝又清和、飯塚祐紀
  - 超一流のプロ棋士や人気のプロ棋士などが、歴代の名棋譜や自らの棋譜を解説する。

### 棋譜解説
- 魅惑の詰将棋 - 北浜健介、早水千紗
- 将棋大技典 - 藤倉勇樹、中村桃子
- 終盤の大逆転 - 勝又清和
- 印象に残る10局 - 中川大輔、野月浩貴、伊藤明日香
- 次の一手 - 矢倉規広、小林裕士、島本亮、村田智弘、村田智穂
- レディースオープントーナメント2006決勝三番勝負解説 - 佐藤天彦、戸辺誠、渡辺明、阿久津主税
- 世紀の珍プレー - 勝又清和
- 谷川浩司の最強の駒使い

### 棋士特集
- 神吉宏充六段スペシャル 神吉印 - 神吉宏充、熊倉紫野
- プロキシ! 先崎学スペシャル - 先崎学、鈴木環那
- 瀬川晶司四段C級2組昇級企画 昇級への道のり - 瀬川晶司、豊川孝弘
- 加藤一二三SPECIAL・名棋の泉 - 加藤一二三、安食総子
- 羽生善治特別対談・将棋を科学する - 羽生善治、松原仁
- 羽生善治スペシャルインタビュー・王者の素顔
- 谷川浩司の揮毫解説・浩然の気
- ザ・加藤一二三伝説

### 女流棋士特集
- ズームアップ! 女流棋士
  - 島井咲緒里、安食総子&本田小百合、中倉彰子&中倉宏美、坂東香菜子、矢内理絵子&山田久美、中村真梨花&熊倉紫野、早水千紗&貞升南、伊藤明日香&井道千尋、古河彩子&藤田綾、高群佐知子&久津知子、藤田綾&中村桃子
  - 注目の女流棋士の日常にスポットを当てる。
- クイズ 将棋でQ - 上田初美、鈴木環那、貞升南、熊倉紫野、片上大輔、松島可奈
  - 人気女流棋士たちが大激突。
- あやの・かんな・はつみのぶっちゃけトーク番組・女流たまてばこ。 - 野田澤彩乃、鈴木環那、上田初美
  - 若手人気女流棋士による何が飛び出すか分からない新感覚トーク番組。
- 女流棋士リレー紹介
  - 「女流棋士との親睦将棋会2006」開催時に収録された女流棋士による自己紹介。

### オリジナル大会
- 激突!目隠し将棋・女流棋士編 - 甲斐智美、鈴木環那、熊倉紫野、中村桃子、佐藤紳哉、飯野愛、松島可奈
- 激突!目隠し10秒将棋・関西編 - 小林裕士、矢倉規広、村田智弘、島本亮、村田智穂、高浜愛子
- ペア将棋トーナメント - 藤倉勇樹、西尾明、佐藤和俊、佐藤天彦、早水千紗、松尾香織、上田初美、藤田麻衣子、松島可奈
- 激突!目隠し10秒将棋II - 真田圭一、北浜健介、豊川孝弘、鈴木環那、飯野愛、松島可奈
- アマチュア最強棋士 VS 最強将棋ソフトBonanza - 勝又清和、藤田綾、清水上徹、加藤幸男、保木邦仁
- 激突!目隠し10秒将棋 - 佐藤紳哉、阿久津主税、片上大輔、熊坂学、飯野愛、松島可奈
- 爆笑!アマチュア10秒将棋・将棋ニュースプラス杯 - 林隆弘、芦田理沙ほか

### その他の企画
- 棋士の思考を写す 写真家・中野英伴 - 中野英伴、中原誠
- リコー杯アマチュア将棋団体日本選手権[7] - 熊倉紫野、中村桃子
- 日本将棋連盟会長 新春のご挨拶[8] - 米長邦雄、藤森奈津子、谷川治恵
- 将棋会館リポート - 梨沙帆、山口恵梨子
- 瀬川晶司プロ編入試験ダイジェスト・四段免状授与式・インタビュー
- 瀬川晶司四段 C級2組昇級記者会見
- 突撃リポート! 新春女流棋士フェスタ[9] - 一之瀬まゆ、梨沙帆
- ご主人様、王手です。[10] - 遠山雄亮、中川大輔、一之瀬まゆ、梨沙帆、綾
  - 将棋初心者のメイド3人が半年間でアマチュア3級を目指す追っかけ企画。
- 渡辺明×柴田ヨクサル スペシャル対談・対局 - 渡辺明、柴田ヨクサル、梨沙帆、綾
- ドラマ・ハチワンダイバー - 戸辺誠、佐藤紳哉、豊川孝弘、鈴木大介、佐藤天彦、一之瀬まゆ、梨沙帆、綾
- 女流棋士 将棋会館一日館長奮闘記 - 古河彩子
- 瀬川晶司&梅沢由香里スペシャル対談
- 将棋界の人々 - 西條耕一（観戦記者）、会田栄治（栄春堂社長）
  - 将棋界で活躍するプロフェッショナルを紹介する。
- レースクイーンに将棋を教えよう! - 瀬川晶司、DIGICCO
  - キャンペーンガール・ユニットDIGICCOの4人が駒の動かし方など将棋を一から学ぶ。

### 棋戦情報
- 第1回大和証券杯ネット将棋・最強戦決勝戦ダイジェスト（丸山忠久九段 - 郷田真隆九段）
- 大和証券杯エキシビション対局（米長邦雄永世棋聖 - 中原誠永世十段）
- 大和証券杯特別対局（渡辺明竜王 - Bonanza）
- レディースオープントーナメント2006決勝三番勝負ダイジェスト（矢内理絵子女流名人 - 里見香奈女流1級）
- 名人戦終局直後の対局場映像（森内俊之名人 - 谷川浩司九段）

## 「ご主人様、王手です。」スタッフ
- ナレーション：松島可奈
- 出演：一之瀬まゆ / 梨沙帆 / 綾
- 構成：遠山雄亮 / 木村明弘
- 特別出演・監修：中川大輔
- 撮影：竹下権
- 音声：石井満里子
- ＶＥ：石原和昭（flag）
- ＡＤ：辻村彩奈（flag）
- ＣＧ：吉木学（flag）
- 制作：株式会社 フラッグ
- 協力： 社団法人日本将棋連盟
- 総合演出：石神智（flag）
- 制作プロデューサー：麻田俊行（flag）
- プロデューサー：久保真（NECビッグローブ）
- 制作著作：NECビッグローブ